# 金亮
金亮（1418年—1499年），字克明，浙江寧波府鄞縣人，民籍，明朝政治人物。

## 生平
正統九年（1444年）甲子科浙江鄉試第三十四名舉人，十年（1445年）中式乙丑科會試第七十九名，二甲第三十五名進士。授南京行人司司副，升南京兵部武庫司郎中，丁憂歸里，不再出仕。弘治十二年（1499年）卒。

## 家族
曾祖金良貴；祖父金文華；父金暹。